# Senat Liberii
Senat Liberii – wyższa izba bikameralnego parlamentu Liberii. Każde z hrabstw jest reprezentowane przez dwóch senatorów.

## System elekcji

### Prawo wyborcze
Do senatu kandydować mogą obywatele Liberii, którzy ukończyli 30 lat.

### Kadencja
Senatorowie wybierani są systemem większości względnej w wyborach powszechnych, identycznie jak w wypadku reprezentantów. Do 2012 roku senatorowie dzielili się na seniorów, którzy zajmowali pierwsze miejsca w swoich okręgach i juniorów, którzy zajmowali drugie miejsca; mandat tych pierwszych wynosił 9 lat, zaś tych drugich, 6 lat.
Od 2012 roku kadencje wszystkich senatorów trwają 9 lat.

### Przysięga
Konstytucja wymaga od senatorów składania przysięgi przy wstępowaniu na urząd. Sekretarz senatu odczytuje jej słowa wszystkim senatorom podczas ich pierwszego posiedzenia. Następująca przysięga została wyszczególniona przez konstytucję:

Ja,___ , uroczyście przysięgam, iż będę wspierać, podtrzymywać, chronić i bronić Konstytucji oraz praw Republiki Liberii, będę pokładał wiarę i przejawiał lojalność republice oraz wiernie, świadomie i bezstronnie wykonywał wszelkie zadania i funkcje urzędu senatora wedle moich najlepszych umiejętności. Tak mi dopomóż Bóg.

## Przewodniczący Senatu
Przewodniczący sprawuje pieczę nad przebiegiem obrad (bez możliwości zabierania głosu w dyskusjach, wyjątek stanowią sytuacje o równej ilości głosów – wtedy głos przewodniczącego rozstrzyga głosowanie), wydaje decyzje w kwestiach oddanych pod rozwagę senatu (nie może brać udziału w dyskusjach ani obradach) oraz podpisuje ustawy, projekty i rezolucje. Zgodnie z Konstytucją Liberii przewodniczącym izby jest wiceprezydent państwa.
W wypadku jego nieobecności pracami izby kieruje przewodniczący pro tempore (łac. "tymczasowy"). Wybierany jest przez senatorów większością względną podczas pierwszej regularnej sesji powyborczej na okres 6 lat. Do jego obowiązków należy sprawowanie pieczy nad przebiegiem obrad (bez możliwości zabierania głosu w dyskusjach, wyjątek stanowią sytuacje o równej ilości głosów – wtedy jego głos rozstrzyga głosowanie), podpisywanie ustaw, projektów i rezolucji, reprezentowanie izby podczas wszystkich wydarzeń oficjalnych a także sprawowanie pieczy nad budżetem oraz kwestiami administracyjnymi senatu; jest także odpowiedzialny za współpracę z niższą izbą.

### Przewodniczącypro tempore
- 13 stycznia 2006 roku przewodniczącym pro tempore wybrany został Isaac Nyenabo, jednak 9 lipca 2008 ustąpił ze stanowiska
- 26 marca 2009 roku funkcję tę objął Cletus Wotorson
- 9 stycznia 2012 kolejnym przewodniczącym pro tempore wybrany został Gbezhongar Findley[8]

## Aktualni członkowie
| Hrabstwo         | Senator Senior          | Partia       | Rok wyboru | Senator Junior            | Partia       | Rok wyboru |
| ---------------- | ----------------------- | ------------ | ---------- | ------------------------- | ------------ | ---------- |
| Bomi             | Lahai Gbabye Lansanah   | UP           | 2005       | Sando Dazoe Johnson       | NPP          | 2011       |
| Bong             | Jewel Howard-Taylor     | NPP          | 2005       | Armah Zolu Jallah         | NDC          | 2011       |
| Gbarpolu         | Theodore J. Momo        | UP           | 2007       | Daniel Flomo Naatehn      | NPP          | 2011       |
| Grand Bassa      | Gbehzohngar Findley     | niezrzeszony | 2005       | John Francis Whitfield Jr | NPP          | 2011       |
| Grand Cape Mount | Abel Momolu Massalay    | NPP          | 2005       | Edward Boakai Dagoseh     | UP           | 2011       |
| Grand Gedeh      | Isaac Wehyee Nyenabo    | NDPL         | 2005       | Alphonso G. Gaye          | UP           | 2011       |
| Grand Kru        | Cletus Segbe Wotorson   | UP           | 2005       | Peter Sonpon Coleman      | CDC          | 2011       |
| Lofa             | Sumo G Kupee            | UP           | 2005       | George Tamba Tengbeh      | UP           | 2011       |
| Margibi          | Clarice Alpha Jah       | LP           | 2005       | Oscar A. Cooper           | UP           | 2011       |
| Maryland         | John Ballout            | UP           | 2005       | H. Dan Morais             | NPP          | 2011       |
| Montserrado      | Joyce Musu Freeman Sumo | CDC          | 2005       | Geraldine Doe-Sheriff     | CDC          | 2009       |
| Nimba            | Prince Yormie Johnson   | NUDP         | 2005       | Thomas Semandahn Grupee   | NUDP         | 2011       |
| River Cess       | Jay Jonathan Banney     | niezrzeszony | 2005       | Dallas Advertus V. Gueh   | LDP          | 2011       |
| River Gee        | Frederick Doe Cherue    | UP           | 2005       | Matthew N. Jaye           | niezrzeszony | 2011       |
| Sinoe            | Mobutu Vlah Nyenpan     | APD          | 2005       | Joseph Nyenetue Nagbe     | APD          | 2005       |